# Фанмунг, Тонгван
Тонгван Фанмунг (фр. Thongvan Fanmuong) — камбоджийский военный деятель, активный участник гражданской войны 1970—1975 гг., весной 1975 года — верховный главнокомандующий Кхмерских национальных вооруженных сил (ФАНК)

## Биография
Окончил военные академии École d'État Major и École de Guerre во Франции. Тонгван Фанмунг был республиканцем и придерживался правых антикоммунистических взглядов. Имел звание генерала Кхмерских Национальных Вооруженных сил (ФАНК). В годы гражданской войны 1970—1975 гг. участвовал в боевых действиях против Красных кхмеров. В октябре 1972 года совершил официальный визит на Тайвань по случаю праздника Двух Десяток, где возглавлял делегацию Камбоджи (Кхмерской Республики).
Входил в близкое окружение начальника штаба ФАНК генерала Состене Фернандеса. Сменил его на этом посту после его отставки весной 1975 года. В апреле 1975 года участвовал в обороне Пномпеня, командовал остатками армии Лон Нола. Был последним военачальником республиканской армии, оставшимся в Пномпене.